# Лідзбарський повіт
Лідзбарський повіт (пол. powiat lidzbarski) — один з 19 земських повітів Вармінсько-Мазурського воєводства Польщі.
Утворений 1 січня 1999 року в результаті адміністративної реформи.

## Загальні дані
Повіт знаходиться у північно-центральній частині воєводства.
Адміністративний центр — місто Лідзбарк-Вармінський.
Станом на 1.01.2008 населення становить 42 618 осіб, площа 925 км².

## Демографія
Демографічні дані повіту станом на 30.06.2005:
|       | Всього | Всього | Жінки  | Жінки | Чоловіки | Чоловіки |
| ----- | ------ | ------ | ------ | ----- | -------- | -------- |
|       | осіб   | %      | осіб   | %     | осіб     | %        |
| Повіт | 43 251 | 100    | 21 962 | 50,8  | 21 289   | 49,2     |
| Міста | 25 972 | 100    | 13 558 | 52,2  | 12 414   | 47,8     |
| Села  | 17 279 | 100    | 8404   | 48,6  | 8875     | 51,4     |